# Dracula 3000
Dracula 3000 (denumit și Dracula 3000: Infinite Darkness) este un film de groază din 2004 care prezintă povestea contelui Dracula în spațiul cosmic în îndepărtatul secol al XXXI-lea. În ciuda numelui său, nu este o continuare a filmului Dracula 2000.
Filmul poate fi catalogat drept film Z deoarece a avut un buget redus și a fost distribuit direct-pe-DVD.

## Povestea
În anul 3000, nava spațială SS Mother III încearcă să dea o mână de ajutor navei de transport Demeter. Căpitanul Van Helsing (Casper Van Dien) și echipajul său cercetează nava abandonată.
Ei explorează puntea unde găsesc cadavrul căpitanului Demeter (Udo Kier) care este legat de un scaun și cu un crucifix în brațe.  În ciuda îndoielilor echipajului, ale Minei Murry (Alexandra Kamp) și ale vice-căpitanului Aurora (Erika Eleniak), van Helsing decide că are drepturi asupra navei și vrea să tracteze nava înapoi pe Pământ. În timp ce echipajul se pregătește să se întoarcă, Mother III se decuplează brusc de Demeter, lăsându-i eșuați la bordul navei abandonate fără niciun mijloc de comunicare.

## Distribuția
- Casper Van Dien este Cpt. Abraham Van Helsing
- Erika Eleniak este Aurora Ash
- Coolio este 187
- Alexandra Kamp este Mina Murry
- Grant Swanby este "Profesorul" Arthur Holmwood
- Langley Kirkwood este Count Orlock
- Tommy "Tiny" Lister este Humvee
- Udo Kier este Cpt. Varna